# Canadien National
Pour les articles homonymes, voir Canadien, CN et CNR.
Le Canadien National ou Compagnie des chemins de fer nationaux du Canada dans sa forme officielle (en anglais : Canadian National Railway Company) est, avec le Canadien Pacifique Kansas City, l'une des deux grandes compagnies de chemin de fer du Canada.
Son réseau, par suite de l'absorption de diverses compagnies américaines (notamment Illinois central et Wisconsin Central), s'étend largement aux États-Unis. Il fait partie des sept compagnies ferroviaires de classe 1 en Amérique du Nord. Les sigles de l'Association of American Railroads qu'elle utilise sont CN, CNA et CNIS.
Elle est spécialisée dans le transport des marchandises. Son chiffre d'affaires s'est élevé à 17,1 milliards dollars canadiens en 2022. Son effectif est de 23 971 employés.
Par l'acquisition de Wisconsin Central Transportation Corporation en 2001, le CN est devenu principal actionnaire d'English, Welsh and Scottish Railway (EAS), le principal transporteur de fret ferroviaire en Grande-Bretagne (fin 2007, Railion, filiale fret de Deutsche Bahn, rachète EWS).
Le Canadien National fait construire en 1976 à Toronto, la Tour nationale du Canada ou Tour du CN, haute de 553,33 m elle était la plus haute structure autoportante du monde avant l'arrivée de la tour Burj Khalifa à Dubaï. Sa première fonction est d'améliorer les services de télécommunications.

## Histoire

### Origine

Allan Fleming et Charles Harris, directeur des communications du CN, au lancement du logo du CN à Montréal en 1960

À partir de 1849, le gouvernement canadien finance à 50 % la construction de voies ferrées et favorise ainsi la création de plusieurs compagnies de chemins de fer comme l'Intercolonial, le National Transcontinental Railway (NTR), le Prince Edward Island Railway (PEIR), le chemin de fer de la baie d'Hudson (HBRY) et quelques compagnies locales au Nouveau-Brunswick. L'objectif est de favoriser le commerce et de développer les régions peu populeuses, mais, à partir de 1867, l'incitation première est de remplir les promesses à certaines provinces pour leur entrée dans la Confédération canadienne. En 1897, ces compagnies sont connues collectivement sous le nom de Canadian Government Railways, et ce terme sera utilisé à partir de 1915 par une société gouvernementale de gestion de ces compagnies. C'est le début timide de ce qui deviendra le Canadien National.
Au cours de la Première Guerre mondiale, le réseau ferroviaire canadien, trop vaste et sous-financé, connaît une grave crise financière. En effet, les Britanniques, qui en avaient largement subventionné la construction, mettent leurs fonds dans leur armée et l'afflux d'immigrants nécessaire à l'essor économique du pays est freiné temporairement. De plus, la loi force les compagnies à transporter hommes et matériel de guerre, ce qui est peu rentable et seul le Canadien Pacifique s'en sort sans crouler sous les dettes. Le public craint alors de voir une perte de service de transport sur certaines routes importantes, notamment si la compagnie Canadian Northern Railway (CNoR) fait faillite. 

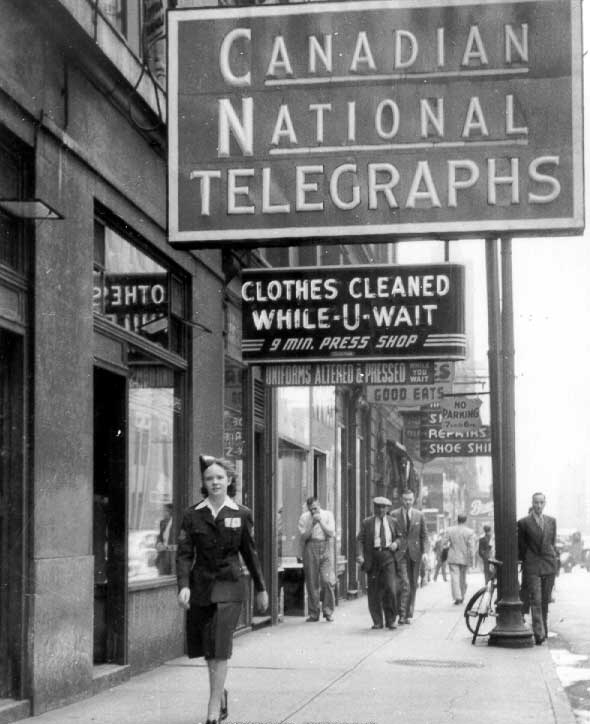
Extérieur de bureau télégraphique CN, Toronto, 1942

Robert L. Borden, chef de l'opposition du gouvernement canadien au début du XXe siècle, est un fervent défenseur de l'idée d'une société de la Couronne dans les chemins de fer afin d'assurer le contrôle du peuple canadien dans ce domaine. Élu premier ministre du Canada, Borden passe à l'action en 1917 et le gouvernement canadien prend le contrôle du CNoR en nommant un conseil de tutelle. Le 6 septembre 1918, il étend les responsabilités du Canadian Government Railways (CGR) à un nouveau réseau comprenant les compagnies originales, le CNoR (propriétaire du Quebec and Lake St-John Railway) et une dizaine d'autres compagnies en difficultés mais sans les fusionner. Le gouvernement permet alors l'appellation « Chemins de fer nationaux du Canada », comme nom descriptif de ces compagnies.

### Compagnie des chemins de fer nationaux du Canada
L'acte créant la Compagnie des chemins de fer nationaux du Canada est ratifié le 6 juin 1919 par le parlement canadien. La nouvelle entité doit fusionner toutes les compagnies en tutelle en une seule pour en faciliter l'administration et le financement. Le 20 décembre 1919, la création du Canadien National est officiellement approuvée par ordre du Conseil privé du gouvernement du Canada pour remplacer le Canadian Government Railways. La compagnie acquiert sa forme définitive en 1923 avec l'ajout du Grand Trunk Railway (liaison Québec-Toronto à l'origine).
Le CN, avec plus de 35 000 kilomètres de voies et 100 000 employés, compte alors parmi les plus grands réseaux du monde. La Compagnie exploite, en plus des chemins de fer et des services de messagerie, une compagnie de télégraphe, une chaîne d'hôtels et une ligne transatlantique. Sir Henry Thornton, second président, lance une campagne vigoureuse de publicité et d'innovations pour attirer les passagers. En 1923, il fonde le premier réseau radiophonique au Canada dont les émissions sont transmises aux voyageurs. Ce premier réseau radiophonique en Amérique du Nord est l'ancêtre de la Société Radio-Canada.
Jusqu'aux années 1960, le CN poursuit ces différents services. Depuis, comme ses concurrents, il se centre progressivement sur l'activité du transport de marchandises alors que le gouvernement canadien crée Via Rail Canada pour s'occuper du trafic passager en déclin et qu'il se déleste des autres divisions.
En janvier 2022, le Canadien National nomme une première femme aux commandes de la compagnie, Tracy Robinson. Jusqu'alors vice-présidente exécutive et présidente, gazoducs canadiens chez TC Énergie, elle entre en fonction le 28 février 2022. Le CN annonce également la nomination de l'ancien premier ministre du Québec Jean Charest à son conseil d'administration.

### Chronologie historique

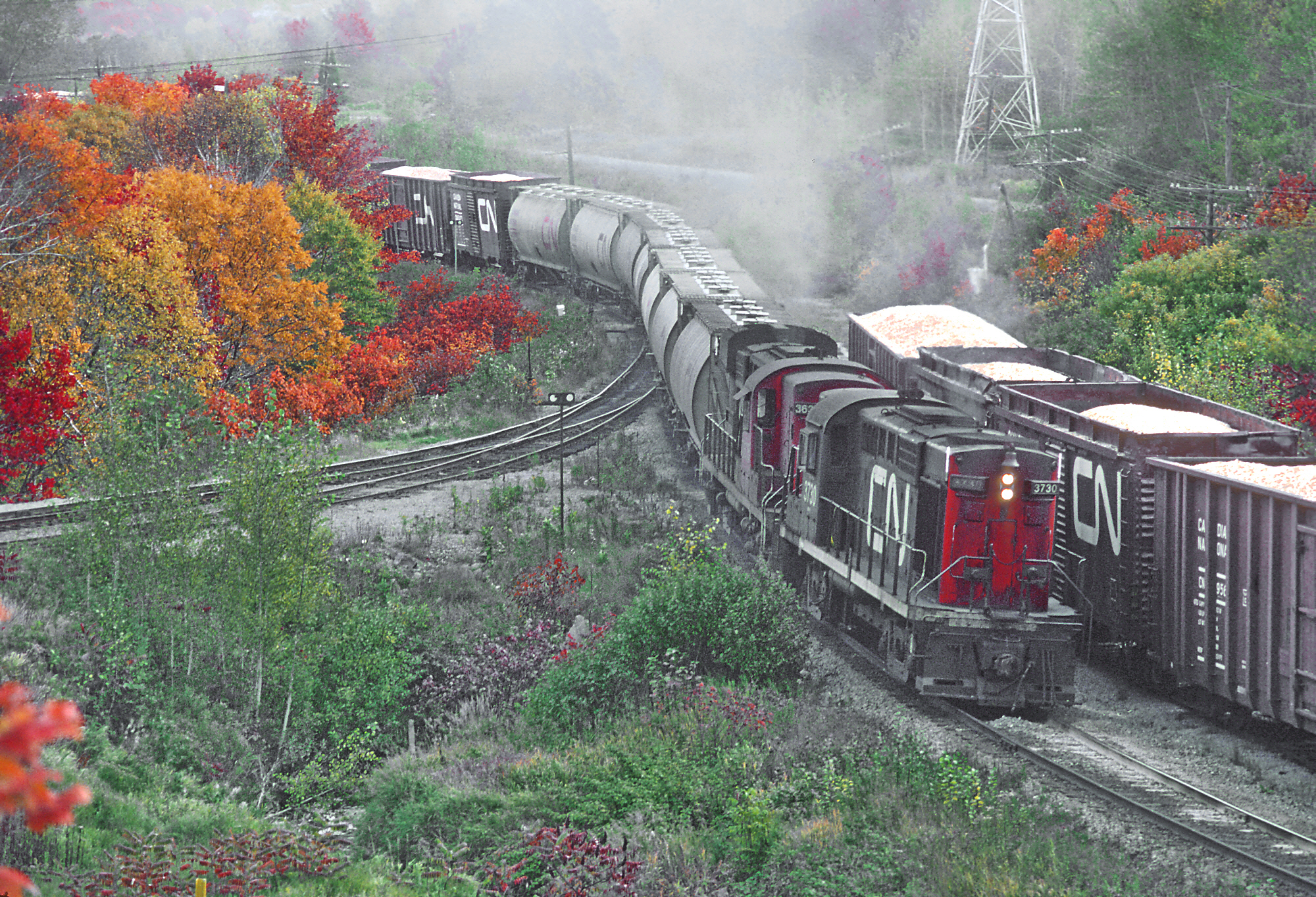
Un train de céréales et de wagons de sciure de bois à Grand-Mère, Québec, octobre 1981

- 6 juin 1919 création de la compagnie
- 1919 : absorption du Grand Trunk Pacific
- 1923 : absorption du Grand Tronc
- 1927 : acquisition du Central Vermont
- 1er avril 1949 : absorption du Newfoundland Railway
- 5 septembre 1951 : intégration du chemin de fer de la baie d'Hudson
- Le 1er avril 1978, Via Rail Canada est constituée sous forme d'une société publique distincte pour exploiter les services de transport de voyageurs.
- En 1979, l'activité de télécommunications est externalisée, et fusionnée avec son homologue du Canadien Pacifique, elle donne naissance à une société indépendante, Télécommunications CNCP qui deviendra plus tard Unitel qui sera acquis par AT&T Canada.
- Le 26 janvier 1992, une partie du CN se sépare pour former une branche à l'est du Nouveau-Brunswick, le Chemin de fer de la Côte Est du Nouveau-Brunswick (NBEC)
- 17 novembre 1995 : dans le cadre d'une stratégie de délestage, le Gouvernement du Canada privatise la société
- 1er juillet 1999 : acquisition de l'Illinois Central Railroad.
- 9 octobre 2001 : acquisition du Wisconsin Central
- 10 mai 2004 : acquisition des activités ferroviaires de la Great Lakes Transportation.
- 14 juillet 2004 : acquisition des activités ferroviaires de la BC Rail.
- 19 janvier 2006 : acquisition des activités ferroviaires de la Mackenzie Northern Railway (MKNR) et du Lakeland & Waterways Railway (LWR).
- 1er décembre 2006 : acquisition des activités ferroviaires de la Savage Alberta Railnet.
- 1er février 2009 : le CN acquiert le groupe ferroviaire Elgin, Joliet and Eastern Railway, lequel opère dans les banlieues de Chicago[6].
- En novembre 2008, le CN réaquit le NBEC et le CFMG.

## Activités

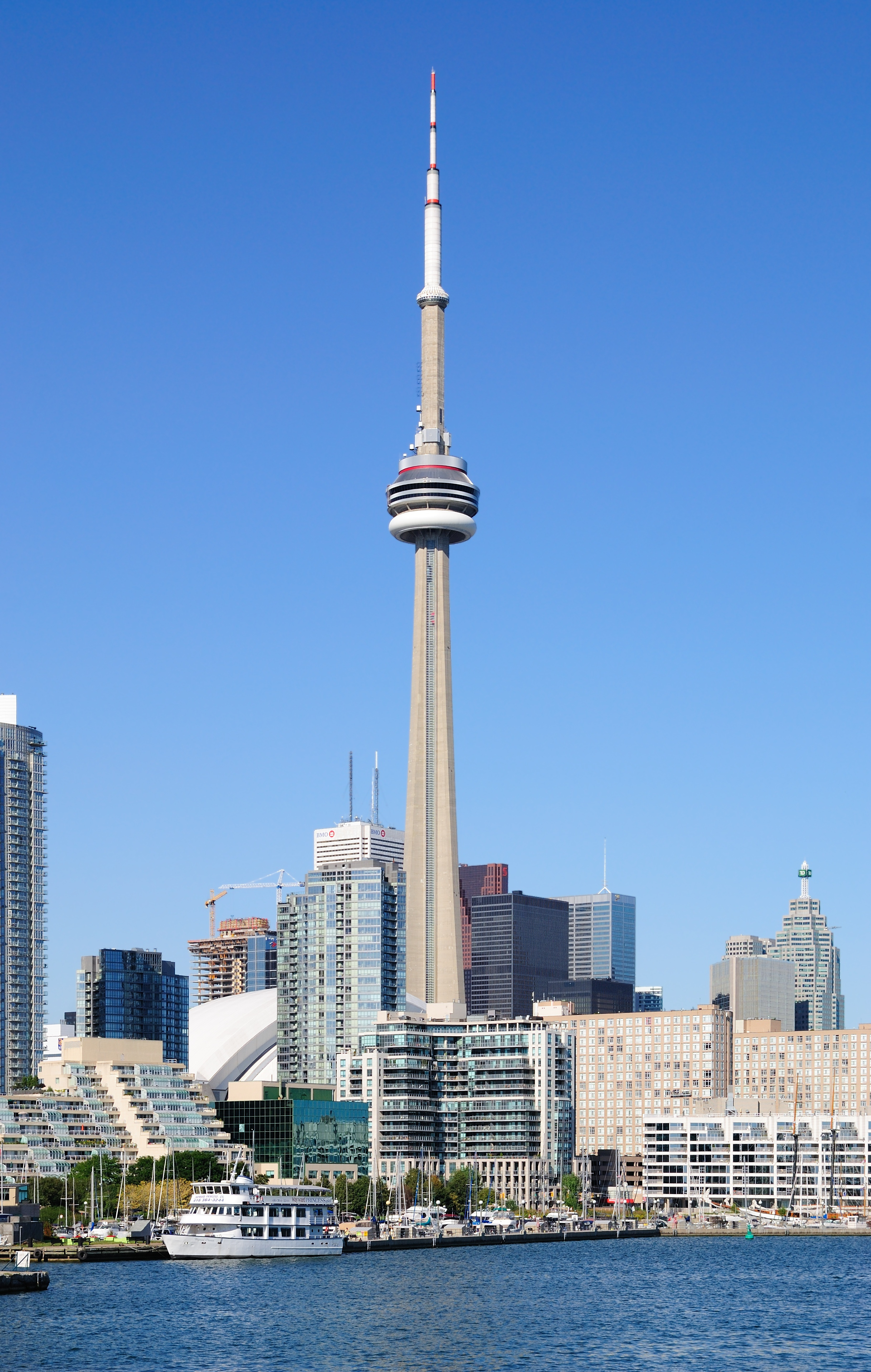
Tour du CN en 1990

Marchandises transportées, part dans le chiffre d'affaires (%) en 2021 :
- intermodal : 28,4 %
- produits chimiques et pétroliers : 19,5 %
- céréales et engrais : 17,1 %
- produits forestiers : 12 %
- métaux et minéraux : 10,7 %
- charbon : 4,3 %
- voitures : 4 %

### Réseau

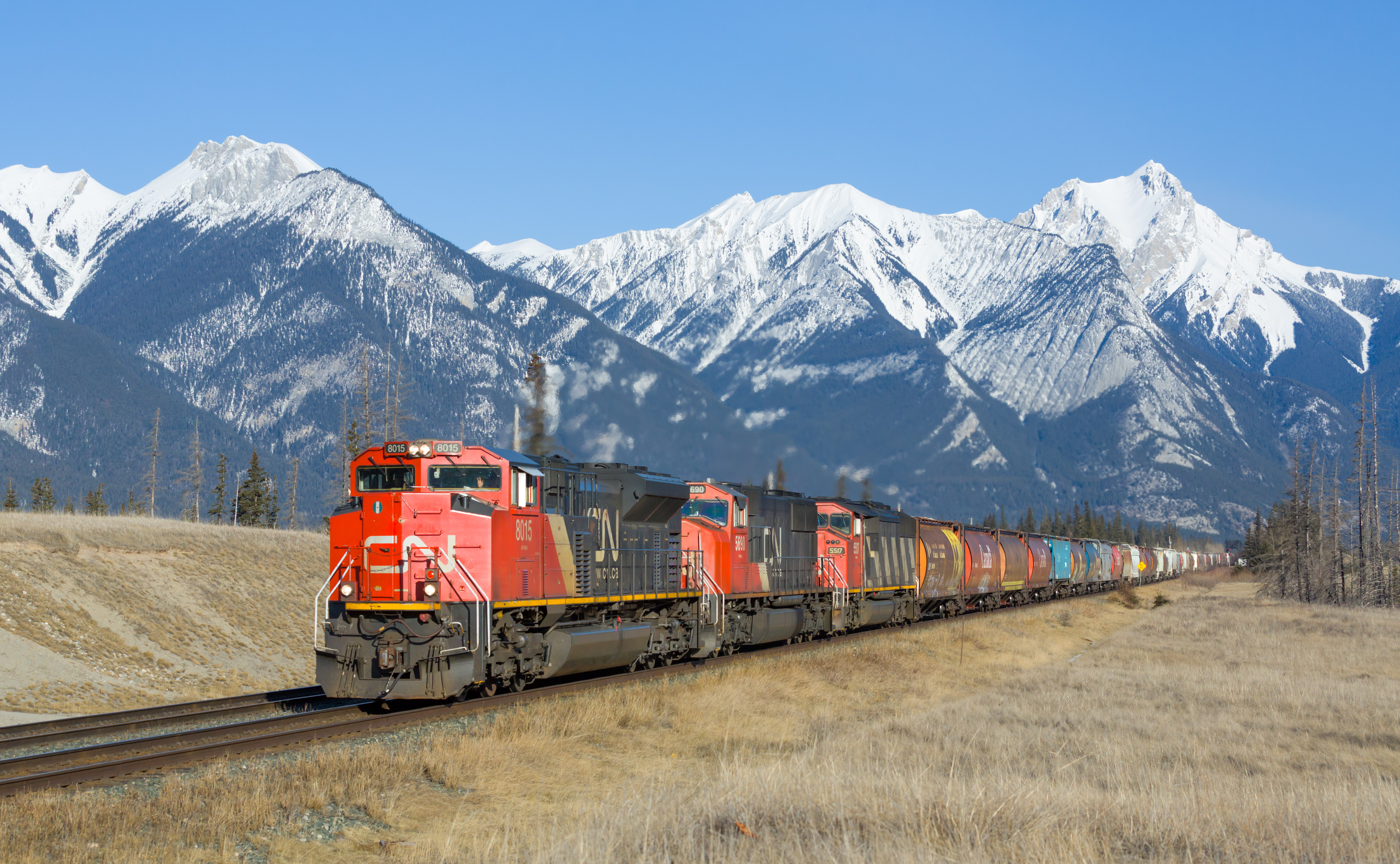
Train de fret de Canadien National entre Hinton (Alberta) et Jasper (Alberta). Mars 2015.

La société exploite un réseau transcontinental de 29 937 km qui dessert huit provinces canadiennes et 15 États américains. Il traverse l'ensemble du Canada d'est en ouest entre la Nouvelle-Écosse et la Colombie-Britannique et dispose d'un axe nord-sud qui traverse les États-Unis entre la région des Grands Lacs et le golfe du Mexique. Comme tous les chemins de fer de classe 1, il s'est concentré sur les lignes à fort trafic, abandonnant les lignes secondaires, le plus souvent reprises par de petites sociétés locales, plus souples d'exploitation, sous forme de shortlines qui assurent la correspondance avec les compagnies de classe 1 pour desservir les clients locaux.

## Archives
Le principal fonds d'archives du Canadien National est conservé à Bibliothèque et Archives du Canada. De nombreux fonds régionaux existent aussi, notamment celui du centre d'archives de Rouyn-Noranda de Bibliothèque et Archives nationales du Québec qui documente la présences du CN en Abitibi.

## Principaux actionnaires
Au 26 février 2023, :
| Actionnaire                                              | % du capital détenu |
| -------------------------------------------------------- | ------------------- |
| Cascade Investments                                      | 9,30 %              |
| Fondation Bill-et-Melinda-Gates (trust)                  | 8,14 %              |
| Banque royale du Canada                                  | 6,47 %              |
| TCI Fund Management                                      | 5,43 %              |
| Massachusetts Financial Services (Investment Management) | 3,11 %              |
| Wellington Management                                    | 2,99 %              |
| RBC Global Asset Management                              | 2,74 %              |
| BlackRock                                                | 2,30 %              |
| The Vanguard Group                                       | 2,22 %              |
| Melinda Gates                                            | 1,99 %              |